# Oedaleus decorus
Oedaleus decorus es una especie de insectos Orthoptera de la familia de las Acrididae (saltamontes).

## Listado de subespecies
Según el NCBI (31 de agosto de 2014):
- Subespecie Oedaleus decorus asiaticus
- Subespecie Oedaleus decorus decorus

## Galería de imágenes

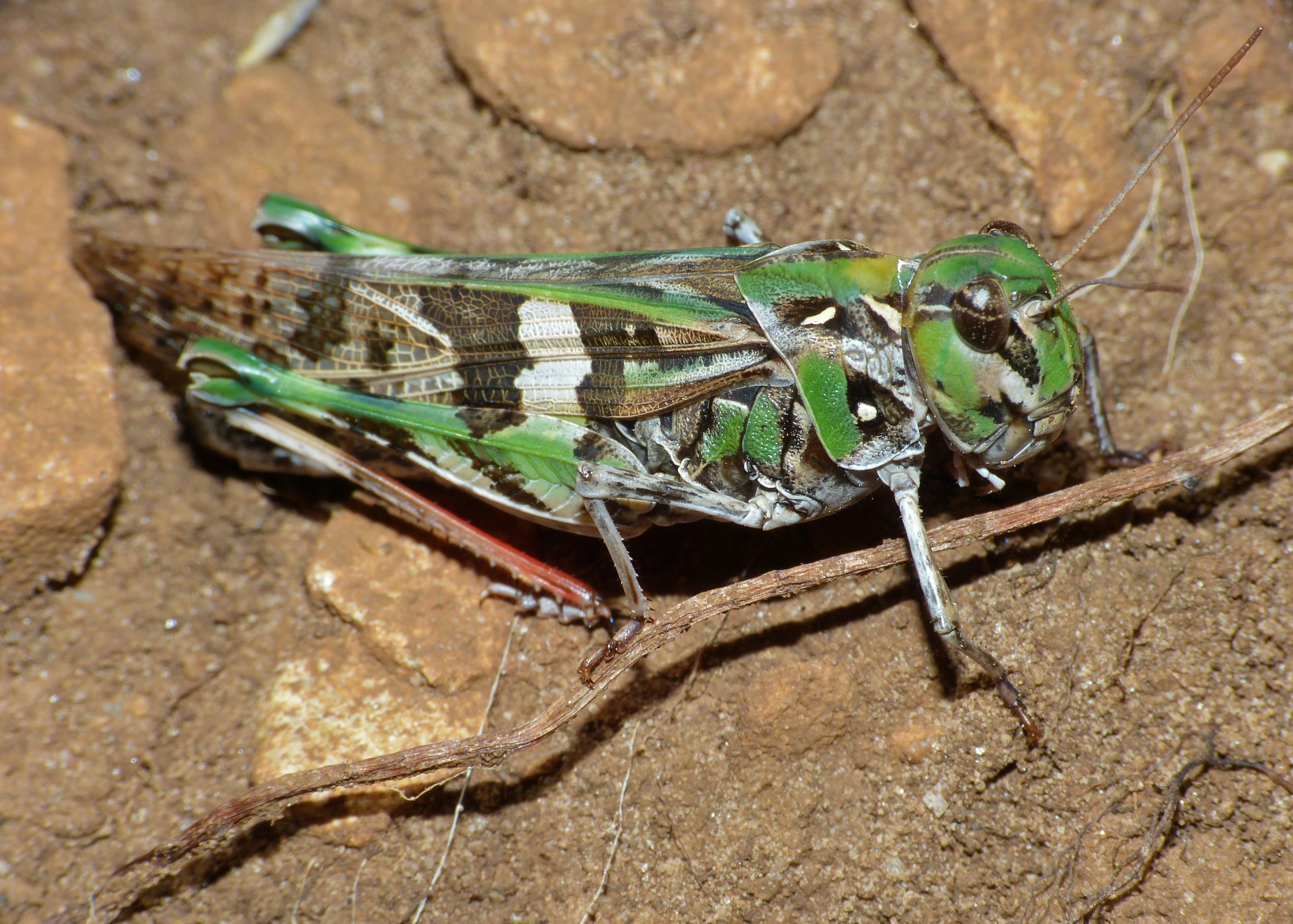
Ejemplar hembra en Lozère, Francia.
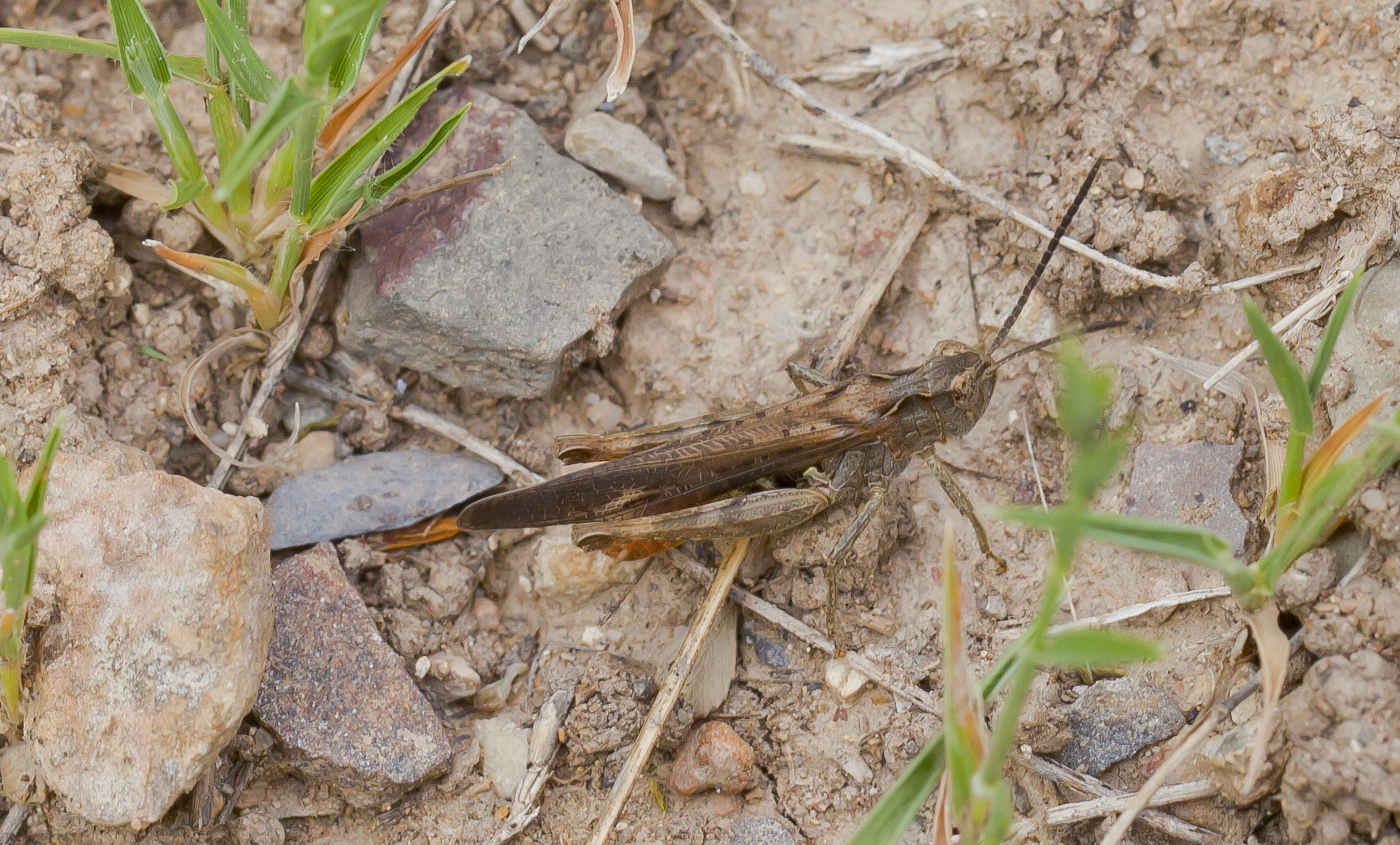
Ejemplar en Zaragoza, España.
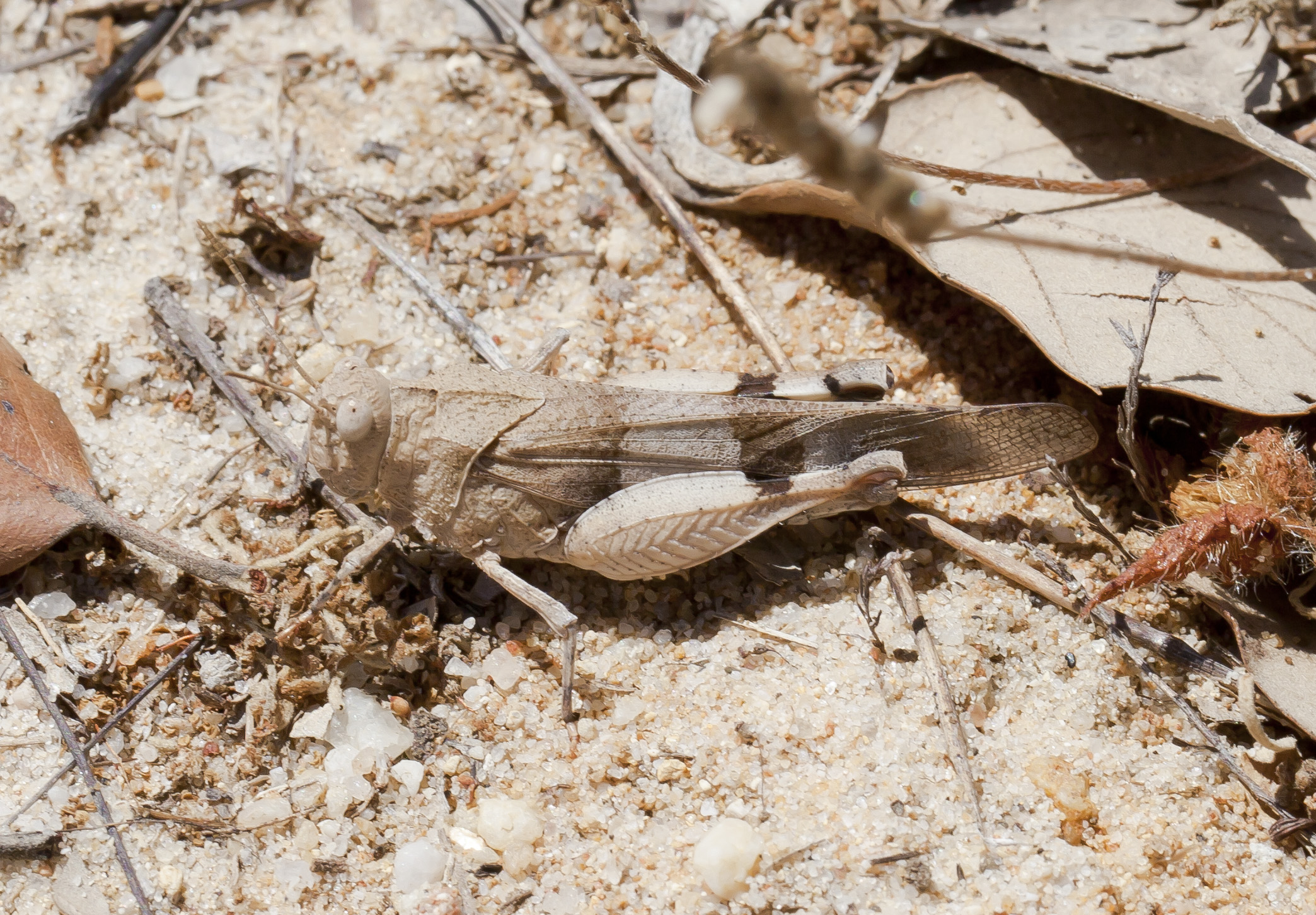
Ejemplar en Setúbal, Portugal.